# 森静子
森 靜子（森 静子、もり しずこ、明治42年（1909年）12月25日 - 平成16年（2004年）1月31日）は、日本の女優、元子役である。出生名は木村 靜子（きむら しずこ）、結婚後の本名は吉川 靜栄（よしかわ しずえ、吉川 靜子とも）である。

## 来歴
1909年（明治42年）12月25日、東京府東京市浅草区（現在の東京都台東区浅草）に、新派の女形俳優を父に、「木村靜子」として生まれる。
1915年（大正4年）、父の導きで、数えの6歳で新派の初舞台を踏み、子役として舞台に立った。1917年（大正6年）、浅草区松葉尋常小学校（現在の台東区立松葉小学校）に入学、浅草に近い日活向島撮影所で、渡辺霞亭監督の『春の海』に出演している。1922年（大正11年）、大阪郊外の小阪町小阪（現在の東大阪市小阪）に移住した。
1923年（大正12年）、マキノ・プロダクションの前々身、牧野教育映画製作所が製作した金森万象監督の短篇映画『貧者の一燈』に本名の「木村靜子」名義で主演する。同社は同年、マキノ映画製作所に改組され、静子は同社の専属俳優となった。同年、長尾史録監督の『村長の息子』、牧野省三監督の『加賀の若殿』に出演、同監督の『恋地獄』で五味国雄、衣笠貞之助監督の『魔の池』で島田嘉七の相手役を演じた。『加賀の若殿』では当時脇役の阪東妻三郎との初仕事であった。金森監督の『咽び泣く魂』、『悩める子羊』、『祇園情話 蕾のまゝ』に主演、「清純派女優」として注目された。
1924年（大正13年）9月、発足した帝国キネマの立石駒吉が、マキノから役者を引き抜きにかかり、やくざを使って森を強引に引き抜く。11月、岡田時彦と共演した阪田重則監督の『陰より陽へ』を最後にマキノを去り、帝国キネマ演芸に移籍、同月、古海卓二監督の『髑髏の印籠』に出演している。
1925年（大正14年）の帝国キネマ分裂の際には東邦映画製作所に選別され、同社設立第1作、伊藤大輔監督の『煙』に出演、岡田時彦と共演した。同社は2か月で解体され、静子は阪東妻三郎が独立して設立した阪東妻三郎プロダクション（阪妻プロ）に入社した。阪妻プロの設立第1作、井上金太郎監督の『異人娘と武士』、第2作で二川文太郎監督の『雄呂血』、第3作で志波西果監督の『魔保露詩』、と次々にフル出演を開始した。同社で製作した阪妻主演作にはほとんど出演した。
1930年（昭和5年）6月、阪東妻三郎の撮影所は松竹キネマに明け渡され松竹太秦撮影所と改称する。それとともに、犬塚稔監督の『からす組』前篇・後篇を最後に、静子は松竹キネマに移籍した。松竹移籍第1作は、同じく移籍した犬塚監督の『辰巳の小万』で静子の主演作であった。月形龍之介主演、井上金太郎監督の『南国太平記』前篇・後篇を最後に、帝国キネマ演芸太秦撮影所に移籍した。移籍第1作は曾根純三監督の『堀江六人斬 妻吉物語』であった。同社は同年、新興キネマに改組された。新興キネマでは、現代劇にも出演した。

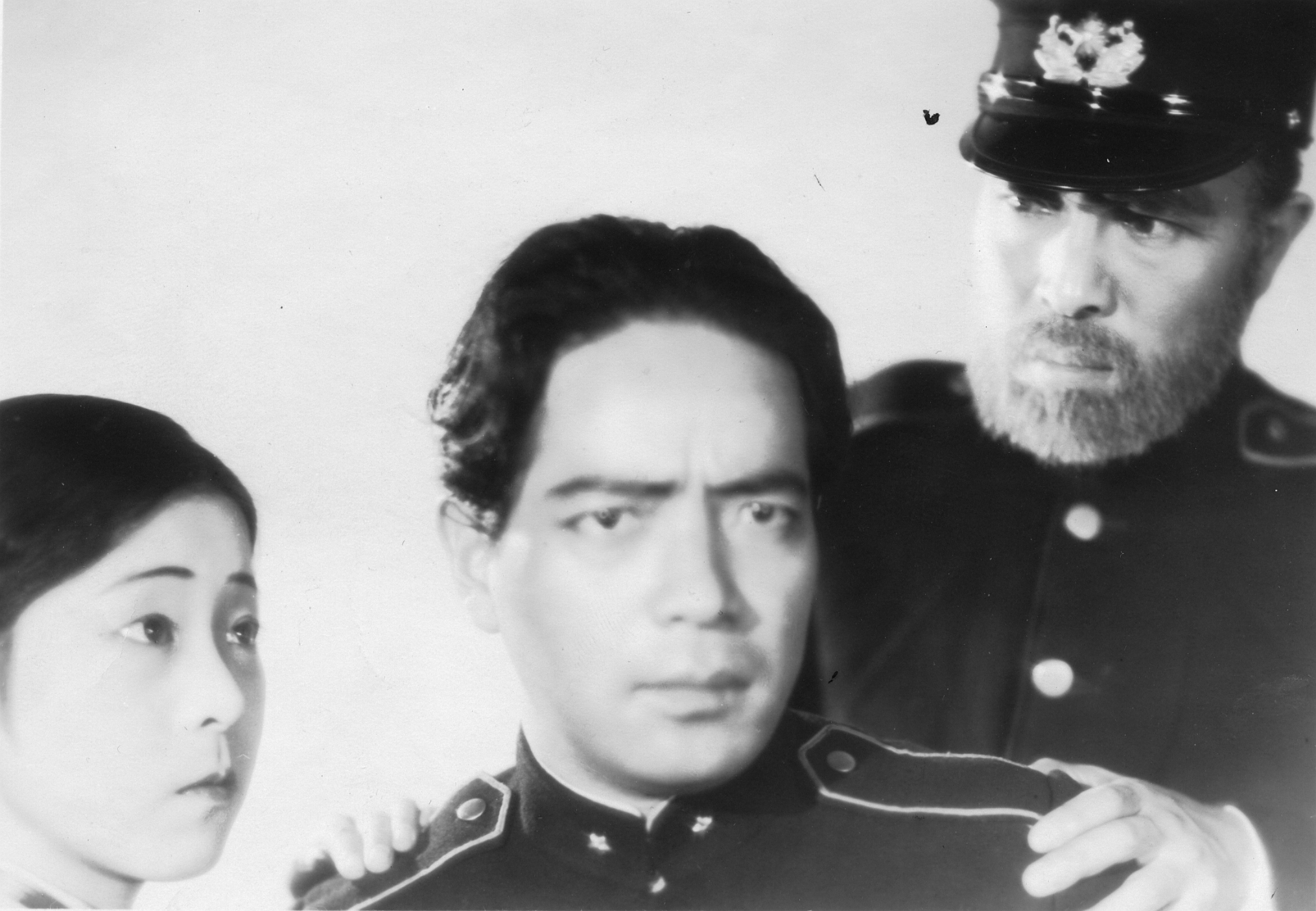
映画「警察官」1933年（昭和8年）左から森静子、小杉勇、松本泰輔

1937年（昭和12年）、俳優の浅香新八郎と結婚、本名は「金谷静子」となるが芸名はそのままで活動した。1940年（昭和15年）、牛原虚彦監督の『晴小袖』に出演したのを最後に、夫とともに同社を退社、独立して、実演の劇団「新生国民座」を設立した。1944年（昭和19年）、夫の浅香と死別、引退した。第二次世界大戦終結後の1946年（昭和21年）、のちにタカラベルモントの代表取締役会長となる吉川秀信と結婚した。
2004年（平成16年）1月31日、老衰のため死去した。満94歳没。現在のタカラベルモント代表取締役会長兼社長の吉川秀隆は孫に当たる。

## 人物・エピソード
1923年（大正12年）夏、京都市立第一商業学校2年生だったマキノ雅弘は、マキノ等寺院撮影所にあった叔父の片岡市太郎宅で詩集を読んでいて、詩集に出てくるとおりの「紫の矢絣を着て白いパラソルをさした若い美しい娘」が表を通り、驚かされたが、これが森との初めての出会いだった。翌朝、傷だらけになりながら松の木に上って森のために蝉を捕まえた雅弘だが、このときは名前も知らなかった。
1924年（大正13年）になって、新しくできた帝国キネマの立石駒吉がマキノから役者を引き抜く事件が起こり、大阪からやくざがマキノに乗り込んでくるという話になった。マキノ省三は森を連れてきて、事務所の者を追い出して雅弘を呼び、「おい、この子頼むぞ、もしやくざが来たらいないって云え」と預けて出かけて行った。雅弘は蝉を捕まえて渡した相手が森だと気づき、「わし、森静子の用心棒や」と嬉しくなって、森を2階に案内して隠し、一人で待機していた。やがて5人ほどのやくざが押しかけてきて「森静子を出せ!」と怒鳴り、家探しを始め、雅弘の制止を振り切って強引に2階へ上がり、森をつかまえた。雅弘は抵抗したが2階から投げられ、ガラス障子を突き割って下に落ち、大怪我をした。
2か月ほどして引き抜き事件も話がつき、森がマキノ家に謝りに来たが、まだ傷だらけの雅弘を見て森はびっくりしていたという。2人が再会したのは敗戦後の東京でだった。森は戦後、「マキノ同窓会」の会員になっている。

## おもなフィルモグラフィ
- 『春の海』 : 監督渡辺霞亭、1917年
- 『貧者の一燈』 : 監督金森万象、1923年
- 『村長の息子』 : 監督長尾史録、1923年
- 『加賀の若殿』 : 監督牧野省三、1923年
- 『恋地獄』 : 監督長尾史録、1923年
- 『魔の池』 : 監督衣笠貞之助、1923年
- 『咽び泣く魂』 : 監督金森万象、1923年
- 『悩める子羊』 : 監督金森万象、1923年
- 『祇園情話 蕾のまゝ』 : 監督金森万象、1923年
- 『快傑鷹』 : 監督二川文太郎、1924年
- 『討たるゝ者』 : 監督沼田紅緑、1924年
- 『恋とはなりぬ』 : 監督衣笠貞之助、1924年
- 『陰より陽へ』 : 監督阪田重則、1924年
- 『異人娘と武士』 : 監督井上金太郎、1925年
- 『雄呂血』 : 監督二川文太郎、1925年
- 『魔保露詩』 : 監督志波西果、1925年
- 『蛇眼』 : 監督志波西果、1926年
- 『狂へる人形師』 : 監督安田憲邦、1926年
- 『砂絵呪縛』第一篇 : 監督山口哲平、1927年
- 『砂絵呪縛』第二篇・第三篇  : 監督犬塚稔、1927年
- 『鼠小僧次郎吉』 : 監督安田憲邦、1927年
- 『からす組』前篇・後篇 : 監督犬塚稔、1930年
- 『辰巳の小万』 : 監督犬塚稔、1930年
- 『南国太平記』前篇・後篇 : 監督井上金太郎、1931年
- 『堀江六人斬 妻吉物語』 : 監督曾根純三、1931年
- 『悲しみの天使』 : 監督印南弘、1932年
- 『鏡山競艶録』 : 監督寿々喜多呂九平、共演鈴木澄子・歌川八重子、 1933年
- 『青春街』 : 監督村田実、1933年
- 『祇園祭』 : 監督溝口健二、1934年
- 『前科もの二人女』 : 監督石田民三、共演鈴木澄子、1934年
- 『東郷盃』 : 監督曽根千晴、1934年
- 『太閤記 藤吉郎出世飛躍の巻』 : 監督渡辺新太郎、1936年
- 『鏡山競艶録』 : 監督寿々喜多呂九平、共演中村芳子・鈴木澄子、 1938年
- 『晴小袖』 : 監督牛原虚彦、1940年

## 註
1. 1 2 3  『無声映画俳優名鑑』、無声映画鑑賞会編、マツダ映画社監修、アーバン・コネクションズ、2005年、p.78-81。
2. 1 2 3 4 5 6 7 8 9 10 11 12 13 14 15 16  『テレビ・タレント人名事典 第6版』、日外アソシエーツ、2004年、「森静子」の項。
3. ↑  『講談倶楽部』昭和11年新年号付録、講談社、1936年、「森静子」の項。
4. 1 2  『日本映画俳優名鑑』、映画世界社、1934年、「森静子」の項。
5. ↑  タカラベルモントの企業概要、タカラベルモント、2009年3月末データ、同年11月6日閲覧。
6. ↑  『映画渡世・天の巻 マキノ雅弘伝』（マキノ雅弘、平凡社）